# Vernier (Švýcarsko)
Vernier je město na jihozápadě Švýcarska, v kantonu Ženeva. Žije zde přibližně 35 tisíc obyvatel.
Ve městě se nachází nejdelší obytná budova v Evropě, jejíž délka je 1060 metrů.

## Geografie
Vernier se nachází severně od řeky Rhôny. Sousedními obcemi jsou Satigny, Meyrin, Le Grand-Saconnex a Ženeva.
Ve čtvrti Le Lignon se nacházejí dvě nejvyšší budovy kantonu a nejdelší obytná budova v Evropě, která měří 1060 metrů. Původně byla postavena v 60. letech 20. století pro 10 000 obyvatel, dnes v ní žije přibližně 5500 lidí. Les Avanchets je druhá, o něco menší obytná zástavba, kde v současnosti žije 5700 obyvatel. Naproti tomu čtvrť Aïre se skládá převážně z rodinných domů.
V Châtelaine sídlí několik organizací OSN v Mezinárodním domě životního prostředí (MIE; francouzsky Maison Internationale de l’Environnement), například sídlo Institutu OSN pro vzdělávání a výzkum (UNITAR), oddělení Rozvojového programu OSN (UNDP) odpovědné za bývalá sovětská území a evropské oddělení Programu OSN pro životní prostředí (UNEP) a další organizace zabývající se především ochranou životního prostředí.

## Historie

Letecký pohled na výstavbu v Le Lignon (1967)

V Aïre byly objeveny sekery a kroužky z doby bronzové, podél staré římské cesty ze Ženevy do Lyonu různé artefakty a jinde deskové a hliněné hroby z období po 5. století. Ve středověku se území dnešní obce dělilo na přibližně 20 lén, včetně nejvýznamnějšího léna Verny ve Vernieru a Poussy, zmiňovaného v roce 1308, a dále léna patřícího rodu Lévrierů v Balexertu a Le Lignonu. Ve Vernieru měla práva také ženevská kapitula, klášter Saint-Jean a ženevský biskup. Bourgeoisové, vazalové pánů z Gexu, se v roce 1410 stali pány Vernier a postavili v Poussy hrad. Ten byl v roce 1590 zničen a v roce 1680 obnoven. Za Staré konfederace vystřídali Bourgeois ve funkci pánů z Verny Sacconex v roce 1611, Sauvage v roce 1630 a Gallatin v roce 1781. Spolu s oblastí Pays de Gex připadl Vernier v roce 1536 Bernu (do roku 1567) a v roce 1601 Francii. V letech 1792 až 1798 byl Vernier součástí departementu Ain, v letech 1798 až 1813 departementu Léman. V roce 1815 patřil Vernier k takzvaným Communes réunies („sdružené obce“), které Francie postoupila Švýcarsku.
Centrem farnosti Vernier, která byla závislá na farnosti Saint-Jean v Ženevě a při vizitaci kostela v roce 1481 na opatství Saint-Claude, bylo Poussy (zmiňované roku 1153 jako Possiniaco), kde stál farní kostel zasvěcený svatému Jakubovi. Aïre a Châtelaine patřily do farnosti Saint-Gervais. Po zavedení reformace v roce 1538 byl Vernier církevně přiřazen k Meyrinu, poté k Le Grand-Saconnex a nakonec až do roku 1685 k Ferney. V roce 1601 byli katolíci z Vernier přiřazeni k farnosti Le Grand-Saconnex, dokud se Vernier v roce 1687 opět nestal samostatnou farností. V roce 1844 byl katolický farní kostel Saint-Jacques nahrazen novou budovou Saints-Jacques-et-Philippe. Od roku 1819 se opět konaly také reformované bohoslužby a v roce 1837 byl postaven nový reformovaný kostel, jehož předchůdce byl v roce 1662 zničen. Vernier a Meyrin byly podřízeny Satigny až do roku 1909, kdy se Vernier-Meyrin stal samostatnou farností. V roce 1945 byla rozdělena na dvě farnosti, Vernier-Meyrin a Châtelaine-Aïre-Cointrin, než později každá z těchto vesnic získala vlastní farnost. Ve středověku se v Châtelaine nacházel hřbitov ženevských Židů.
V šedesátých letech 20. století začala intenzivní urbanizace výstavbou velkých bytových domů, z nichž některé byly dotovány, například Balexert a Les Avanchets v roce 1961 a Le Lignon v roce 1963. Tento rozvoj byl doprovázen značnými investicemi do infrastruktury - škol, komunikací, energetické a silniční sítě, veřejné dopravy, likvidace odpadů, sociálních zařízení a sportovišť.

## Obyvatelstvo
| Rok            | 1816 | 1850 | 1900 | 1950 | 1960 | 1970   | 2000   | 2010   | 2012   | 2014   | 2015   | 2017   |
| Počet obyvatel | 566  | 767  | 1280 | 3906 | 8045 | 22 230 | 29 559 | 32 844 | 33 744 | 34 477 | 34 655 | 35 408 |

Vernier je podle počtu obyvatel druhé největší město v kantonu Ženeva. Téměř polovina obyvatel jsou cizinci. Cizí pas má 61 % obyvatel (47 % cizinců a 14 % občanů s dvojím občanstvím). Ze Švýcarů je 13 % naturalizovaných občanů. Z cizinců je 12 % portugalského a 12 % italského původu. 38 % obyvatel je rodilými švýcarskými občany.

## Hospodářství

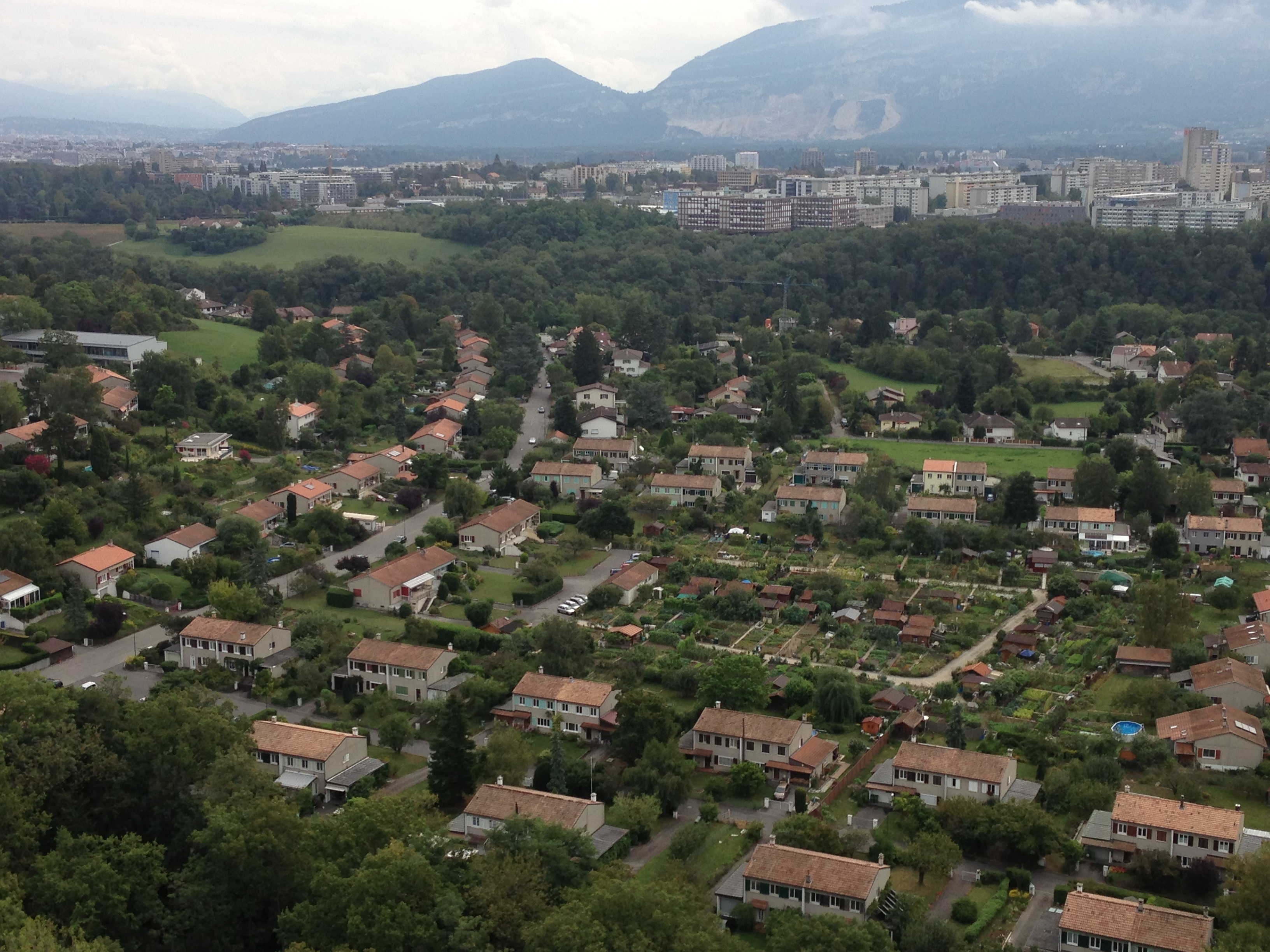
Zástavba rodinných domů v Aïre

Až do poloviny 19. století se obyvatelé Vernier živili zemědělstvím a lesnictvím (lesy Bois des Frères a Bois de la Grille) a vinařstvím. Využívaly se také molasové lomy a své statky zde vlastnily bohaté ženevské rodiny jako Pictet a Diodati. Otevření železniční trati Lyon–Ženeva v roce 1858 znamenalo počátek výrazné industrializace Vernier: v roce 1896 byla v Chèvres postavena první evropská elektrárna na tekoucí řece. Po ní následovala v roce 1914 plynárna s napojením na železnici, v roce 1966 teplárna zásobující teplem různé čtvrti a v roce 1979 experimentální solární elektrárna (projekt Solarcad). Na druhé straně byly mlýny a ostrovy Aïre, kde zlatokopové hledali své štěstí, zaplaveny zvýšením hladiny řeky Rhôny. Ve Vernier se nachází sídlo společnosti Givaudan, kantonální čistírna odpadních vod v Aïre, sklady pohonných hmot, distribuční centrum ropy s ropovodem do francouzského přístavu Lavéra na Étang de Berre (v oblasti Provence), cementárny a administrativní komplex průmyslových podniků.
Velký význam má nákupní centrum Balexert.

## Doprava
Vernier je napojen na síť veřejné dopravy města Ženeva linkou trolejbusu a tramvaje.